# يان شيروود
يان شيروود (بالإنجليزية: Jan Sherwood)‏ هي ممثلة أمريكية، ولدت في القرن العشرين.

## وصلات خارجية
- يان شيروود على موقع IMDb (الإنجليزية)
- يان شيروود على موقع قاعدة بيانات برودواي على الإنترنت (الإنجليزية)